# Réserve d'Allegany
Pour les articles homonymes, voir Allegany.
La réserve d'Allegany (Uhìya à Tuscarora) est une réserve de la nation Seneca située dans le comté de Cattaraugus, à New York, aux États-Unis. La Nation des Indiens Seneca ou Tsonnontouans sont un peuple amérindien d'Amérique du Nord qui faisait partie de la Confédération iroquoise basée à l'ouest de New York. Les Sénécas vivaient traditionnellement dans ce qui est aujourd'hui l'État de New York, entre la rivière Genesee et le lac Canandaigua. 

## Géographie
Selon le Bureau du recensement des États-Unis, la réserve indienne a une superficie totale de 113,1 km2, 
94,2 km2 de terre, et 18,8 km2 d'eau. La réserve borde les deux rives de la rivière Allegheny et fait partie de plusieurs villes du sud du comté (South Valley, Cold Spring, Salamanque, Great Valley, Red House et Carrollton), avec une très petite partie dans la ville d'Allegany). La ville de Salamanque, à l'exception d'un embranchement nord situé le long de la route américaine 219.
Le siège gouvernemental de la réserve d'Allegany est situé dans une petite communauté appelée Jimerson Town (ou jo: nya: tih), un hameau non constitué en société situé à l'ouest de Salamanque sur une portion de route sans issue qui faisait autrefois partie de la route de l'État de New York 17. Le gouvernement tourne tous les deux ans, alternant ses opérations à Jimerson Town et à Irving dans la réserve de Cattaraugus. Le tour le plus récent de Jimerson Town a commencé en novembre 2018.
Outre Jimerson Town, les principales communautés développées dans la réserve incluent : 
- Highbanks, une communauté au sud de Steamburg qui comprend des résidences, des fumeries, une école Faithkeepers et un camping ;
- Shongo, un hameau peu peuplé situé au sud de Jimerson Town ;
- Kill Buck, une communauté mixte de résidents autochtones et non autochtones ;
- The Junction, une grappe principalement commerciale entourant une sortie sur l'Interstate 86 ;
- Vandalia, le site développé le plus à l'est de la réserve. Au sud de Highbanks.

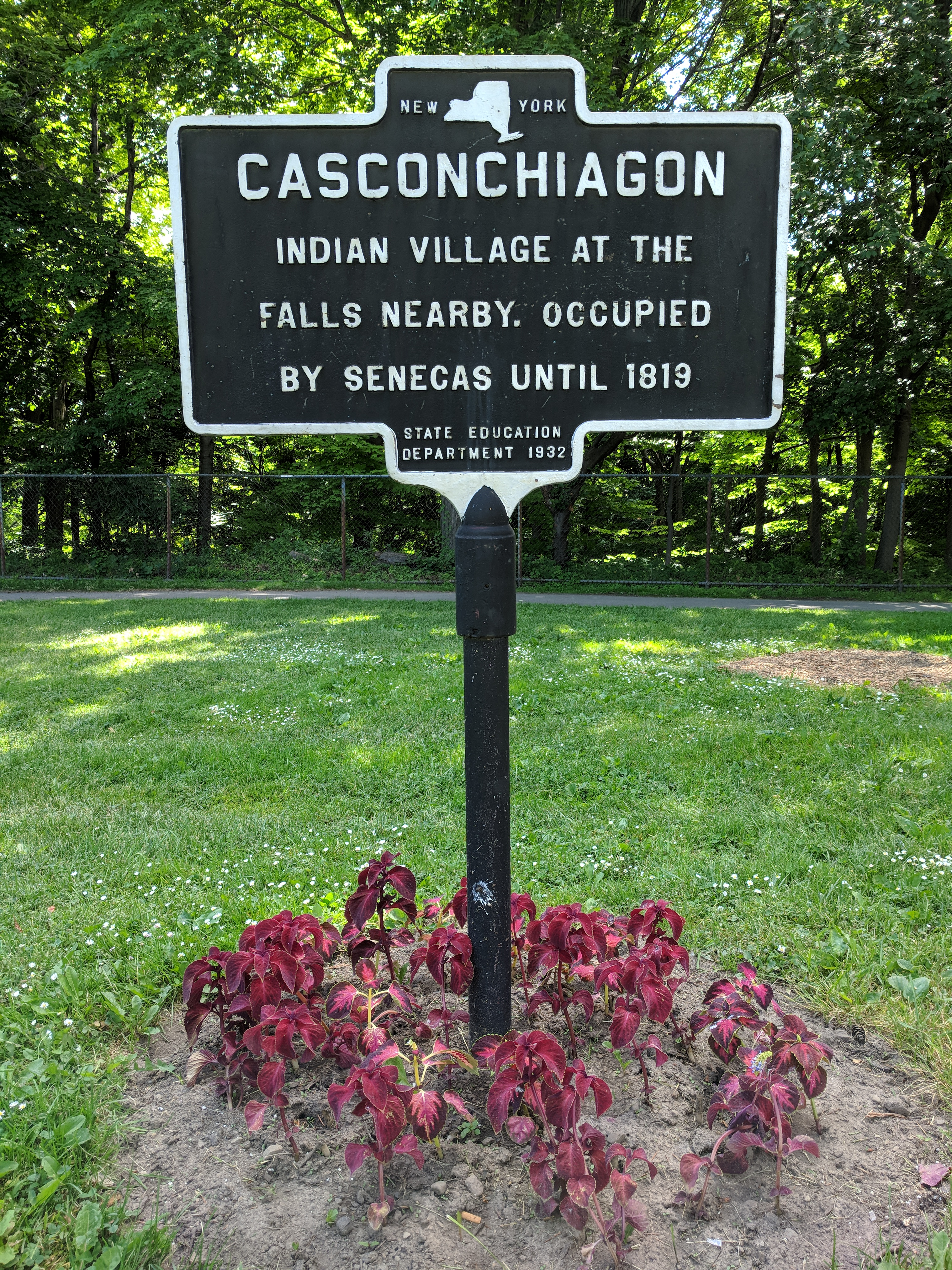
marque historique Casconchiagon

La réserve est principalement une région sauvage non aménagée. La nature sauvage est également la forme prédominante entre Steamburg et Shongo, où les autochtones participent souvent à la chasse et aux loisirs informels. Chaque région se voit également attribuer un nom en langue Seneca : la région de Coldspring-Steamburg est connue sous le nom de jonegano: h, Shongo et la Maison rouge sont connues sous le nom de joë: hesta ', Salamanque est surnommée onë: dagö: h, tandis que tout de Kill Buck à l’est est appelé dejódiha: ˀkdö: h. Ces noms apparaissent sur les marqueurs de l'Interstate 86.
La réserve était adjacente au Cornplanter Tract, une concession de terre perpétuelle de 1 500 acres octroyée au chef de Seneca Cornplanter et à ses descendants qui s'étendait jusqu'en Pennsylvanie. Le Cornplanter Tract constituait les seules terres indigènes réservées de l'État de Pennsylvanie. En 1957, année du décès du dernier descendant direct de Cornplanter (Jesse Cornplanter), le tractus de la plantation n'était occupé que de façon saisonnière par le Sénèque.
Au cours des années 1930 et de la Grande Dépression, le gouvernement fédéral a autorisé un important projet de contrôle des inondations sur la rivière Allegheny. La construction n’a commencé qu’en 1961. Le projet prévoyait la construction d’un barrage et d’un réservoir, afin d’inonder une grande partie du Cornplanter Tract et de la partie ouest de la réserve d’Allegany. Ces zones ont été rendues inhabitables lors de la construction du barrage de Kinzua, achevé en 1965.
Le réservoir Allegheny, également connu sous le nom de lac Kinzua, s'étend jusqu'à New York et presque jusqu'à Salamanque. Les Seneca ont été indemnisés principalement par des concessions de terres réservées à Jimerson Town, où de nombreuses maisons ont été construites, ainsi que par une poignée d'autres zones de réinstallation à New York.

## Démographie

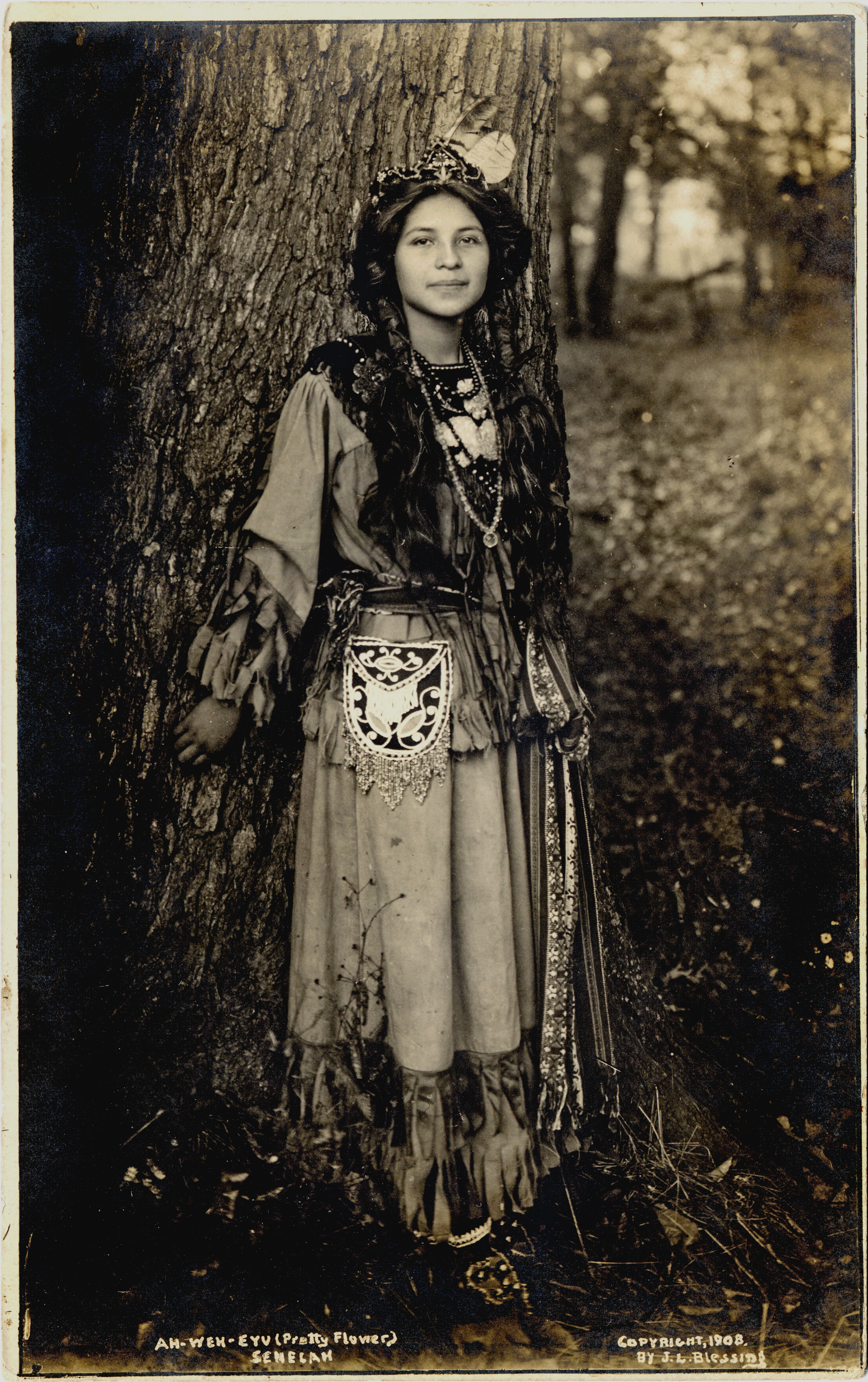
Photographie de Ah-Weh-Eyu (« jolie fleur »), femme Sénéca, en 1908.

Lors du recensement de 2000, 58% de la population dans les limites de la réserve étaient des Amérindiens. Quelque 42% étaient des Américains d'origine européenne, ils occupent des propriétés louées par la nation Seneca. La population hors des villes louées était de 1 020 au recensement de 2010. Les résidents amérindiens de la réserve sont principalement des membres du Seneca, mais un plus petit nombre de Cayuga, une autre nation iroquoise, y réside également, et on sait qu'au moins une famille est issue de la nation neutre. Avant le XVIIe siècle, cette zone a été occupée par les Iroquoiens -speaking wenros et Eriehronon. Les Seneca les plus puissants ont éliminé ces groupes concurrents lors de la guerre des castors à partir de 1638, alors que la Confédération iroquoise cherchait à contrôler le commerce lucratif de la fourrure avec les colons français et néerlandais.
Au recensement de 2000 on dénombrait 1 099 personnes, 410 ménages et 200 familles résidant dans la réserve indienne (à l'exclusion des villes louées). La composition de la réserve indienne était de 42,13% de Blancs, 0,82% d’Afro-Américains, 53,78% d’ Amérindiens, 0,45% d’ Africains, 0,18% d’autres ethnies et 2,64% d'hispaniques et de latinos, le solde 2.00% était composé d'étrangers.

## Personnalité
Segoyewatha, connu avant 1780 sous le nom de Otetiani et en anglais sous le nom de Red Jacket (« Veste rouge »)  (né vers 1756 à Canoga dans le futur État de New York ; mort le 20 janvier 1830) était un chef tribal amérindien du clan Woolf de la tribu des Sénécas et un brillant orateur (Segoyewatha signifie littéralement « Il les tient éveillés »).